# ويليام دوكت بويي
ويليام دوكت بويي هو سياسي أمريكي، ولد في 7 أكتوبر 1803، وتوفي في 18 يوليو 1873. انتخب عضو مجلس ولاية ماريلند ‏.